# Алкет I
Алке́т I — царь древнего Эпира из рода Пирридов, правивший в 361 году до н. э.
Алкет был сыном Таррипа. Сыновья Алкета I — Неоптолем I и Арриб, разделившие власть после его смерти. Согласно Плутарху, Алкет I правил всего год и ничем не отличился.